# Goapele
Goapele (teljes neve: Goapele Mohlabane) (Berkeley, Kalifornia, 1977. július 11. –) amerikai soul- és R&B-énekesnő, dalszerző. Nevének jelentése setswana nyelven: Csak előre.

## Pályakép
Goapele dél-afrikai apától származik, aki száműzött politikai aktivista volt, mert küzdött az apartheid rendszer ellen. Anyja New York-i születésű izraeli zsidó. Kenyában, Nairobiban és a Berklee College of Music iskolában tanult. Számos olyan egyesülethez csatlakozott, amelyek a rasszizmus és a szexizmus ellen küzdenek. Énekelt az oaklandi ifjúsági kórusban is. Belépett a Vocal Motion nevű együttesbe.

## Lemezei
- Closer (Goapele album) (2001)
- Even Closer (2002)
- Change It All (2005)
- Break of Dawn (Goapele album) (2011)
- Strong as Glass (2014)
- DreamSeeker (2017)

## További információ
- Hivatalos oldal
- Goapele a Facebookon
- Goapele az Internet Movie Database-ben (angolul)
- Goapele a Rotten Tomatoeson (angolul)